# Etzersdorf-Rollsdorf
Etzersdorf-Rollsdorf là một đô thị thuộc huyện Weiz thuộc bang Steiermark, nước Áo. Đô thị Etzersdorf-Rollsdorf có diện tích 13,44 km², dân số thời điểm cuối năm 2005 là 1192 người.